# دریال، اسلام‌آباد
دریال (به انگلیسی: Darial) یک شهر در پاکستان است که در اسلام‌آباد واقع شده‌است. دریال ۴۹۴ متر بالاتر از سطح دریا واقع شده‌است.